# Stichting Voortgezet Onderwijs van de Bovenwindse Eilanden
De Stichting Voortgezet Onderwijs van de Bovenwindse Eilanden (SVOBE) is een non-profitorganisatie met twee scholen voor voortgezet onderwijs op Sint Maarten: het Milton Peters College (MPC) in South Reward en de Sundial School in Philipsburg. Beide scholen worden gesubsidieerd door de overheid van Sint Maarten.
Milton Peters College heeft opleidingen voor havo, vwo en vsbo (voorbereidend secundair beroepsonderwijs). Het vsbo is vergelijkbaar met het vmbo in Nederland en kent een theoretische kadergerichte leerweg (TKL) en een praktische kadergerichte leerweg (PKL). De lessen op het havo, vwo en vsbo-TKL zijn in de Nederlandse taal. De rest van de onderdelen zijn in het Engels en/of Nederlands.
In 2017 is Milton Peters de grootste school voor voortgezet onderwijs op Sint Maarten. Het is de enige school op het eiland die voortgezet onderwijs biedt dat voorbereidt op Nederlands universitair onderwijs.
De SVOBE werd op 20 februari 1974 opgericht en is ontstaan uit de fusie van de openbare John Phillips School en de katholieke Pastoor Nieuwenhuis School. De bouw van de MPC begon in 1974 en opende de deuren op 17 augustus 1976.
De voorganger van de Sundial School, de School for Home Economics, werd in 1966 geopend. Deze school maakt sinds 1976 deel uit van de SVOBE.